# 荻野可鈴
荻野可鈴（1995年10月12日—）是日本女性模特兒、偶像、聲優及女演員。出身於山梨縣。目前隸屬於Tambourine Artists，並與Just Production有著業務上的合作關係。她與山田朱莉、志田友美、小林れい、京佳組成偶像團體夢みるアドレセンス（Yumemiru Adolescence）。
2012年，她在特攝作品《非公認戰隊秋葉原連者》之中，她的角色為「萌黃夢利亞／秋葉黃」。而在2013年，她在同名特攝作品的第二季（Season痛）之中，飾演「橫山優子／秋葉黃」。
2024年4月1日宣布已经与相识已久的对象结婚并已怀孕，孩子将于2024年夏天诞生。

## 演出作品

### 電視節目
- タンバリンマニアTV（2009年5月16日 - 、エンタ!371）
- すイエんサー（2010年3月30日 - 不定期出演、NHK教育）
- PIRAMEKINO G（2010年8月27日・9月10日、東京電視台）
- 巧虎 HE SO KA（2010年10月11日・25日・11月1日、東京電視台）「おしえて!3しまい」のコーナーに出演

### 電視劇
- 夢の見つけ方教えたる!2（2010年、富士電視台） - 青山久美子 役
- 非公認戰隊秋葉原連者（2012年4月 - 2012年6月、BS朝日・TOKYO MX） - 萌黃夢利亞／秋葉黃 役
- 非公認戰隊秋葉原連者 Season痛（2013年4月 -  2013年6月、BS朝日・TOKYO MX） - 橫山優子／秋葉黃 役[2]

### CM
- 任天堂DSソフト「牧場物語 ようこそ!風のバザールへ」（2008年、Marvelous Entertainment）
- アクアビーズファイン（2009年、エポック社）

### 電影
- 假面騎士OOO WONDERFUL 將軍與21枚核心硬幣（2011年） - Bell 役
- 携帯彼女+（2012年）

### 舞台
- オレは本能寺にアリ?!（2010年3月10日 - 14日、シアターブラッツ） - 柴崎真央 役。與清野菜名雙重主演。
- TIGER & BUNNY THE LIVE（2012年8月24日 - 9月1日、Zepp Diver City(TOKYO)） - 鏑木楓 役

### 電視動畫（配音）
- 一期一會～你的話語～（2010年10月24日 - 2011年1月30日、Kida Station） - のん 役
- beポンキッキーズ『ロンゴマックス』（2012年10月15日 - 、BS富士） - エミ 役
- 摸索吧！部活劇（2013年10月 - 12月、日本電視台） - 高橋葵 役[4]
- 摸索吧！部活劇 安可（2014年1月 - 3月、日本電視台） - 高橋葵 役[4]
- 不受歡迎之家（2018年10月 - 、BS11） - 喵鈴 役

### DVD
- オギカリのと・な・り（2011年8月27日、Liverpool（日语：リバプール (企業)））
- 好きなんだもん 〜ワケありのたび〜（2011年11月25日、Liverpool）
- 怨霊映像・特別篇 怪奇女子会 戦慄!ナデシコの恐怖（2011年12月2日、Magical）

## 雜誌連載
- Pichilemon（日语：ピチレモン）（2008年5月 - 2012年3月、學習研究社）專屬模特兒（第5代Priuri模特兒）
- pure2 ピュアピュア vol.49（2008年7月7日、辰巳出版）ISBN 978-4777805495
- CM NOW136号（2008年12月、玄光社）
- pure2 ピュアピュア Vol.51（2009年11月7日、辰巳出版）ISBN 978-4777806003
- 週刊Playboy No.38 No.46 （2010年9月 - 、集英社）
- 週刊Young Jump No.41（2010年9月 - 、集英社）

## 外部連結
- Tambourine Artists內的荻野可鈴個人檔案 （日語）
- JustPro內的荻野可鈴個人檔案 （日語）
- Ameba網站內的荻野可鈴官方日誌 （页面存档备份，存于） （日語）
- 荻野可鈴的X（前Twitter）